# Tribunal Suprem dels Països Baixos
El Tribunal Suprem dels Països Baixos és el màxim òrgan constitucional dels Països Baixos, Aruba, Curaçao i Sint Maarten en dret penal, privat i tributari. Té la seu a La Haia i s'encarrega de sueprvisar la unitat i desenvolupament del dret neerlandès. Els jutges del Tribunal Suprem es diuen raadsheren.

## Tasques
La missió legal del Tribunal Suprem és supervisar la unitat jurídica al Regne dels Països Baixos a través de la cassació de decisions judicials que no s'ajusten a la llei. També té la tasca d'explicar lleis, per la qual cosa també contribueix a desenvolupar el dret. Aquesta tasca encara és més destacada des del 2015 perquè, d'aquell any, les instàncies judicials poden presentar preguntes prejudicials al Tribunal Suprem. A part d'això, el Tribunal Suprem també s'ocupa de la protecció judicial, per exemple quan els jutges cometen errors o no justifiquen adequadament la sentència.